# Puiga
Puiga är en ort i Estland. Den ligger i Võru kommun och landskapet Võrumaa, i den södra delen av landet, 230 km sydost om huvudstaden Tallinn. Puiga ligger 140 meter över havet och antalet invånare är 332.
Terrängen runt Puiga är lite kuperad, och sluttar norrut. Runt Puiga är det mycket glesbefolkat, med 7 invånare per kvadratkilometer. Närmaste större samhälle är Võru, 4,3 km norr om Puiga. I omgivningarna runt Puiga växer i huvudsak blandskog.